# Walter Scott
Sir Walter Scott, PRSE (Edimburgo, 15 de agosto de 1771 – 21 de setembro de 1832) foi um romancista, poeta, dramaturgo e historiador escocês, o criador do verdadeiro romance histórico. É certo que, pouco antes dele, alguns autores, entre os quais avultou Maria Edgeworth com o seu curioso Castelo de Rackrent, tinham procurado dar uma feição definitiva a essa modalidade literária, mas o público e a crítica não compreenderam a intenção.
Walter Scott nasceu em Edimburgo e era filho de um advogado. Seu pai destinou-lhe a carreira de Direito, mas ele depressa a trocou pelos entusiasmos da literatura e pela adoração das antiguidades.
Aos vinte e dois anos, Walter Scott era já considerado o primeiro poeta nacional, famoso pela «Canção do Último Menestrel», onde se adivinhava ligeiramente o surto que o seu espírito estava conseguindo. Foi um nacionalista favorável à causa jacobita, mesmo ciente de que tratava de uma "causa morta", conservador na política, favorável aos Tories. E, de fato, passados tempos, estreava-se como romancista, apresentando anonimamente um volume intitulado «Waverley», no qual relatava o levantamento jacobita de 1745 e dava largas aos conhecimentos que adquirira durante longas pesquisas. O livro foi coroado do mais absoluto sucesso.
Possuidor de uma energia inesgotável, ele escreveu sem descanso, oferecendo-nos obra sobre obra.

## Vida e obra

### Primeiros anos
Walter Scott nasceu em 15 de agosto de 1771. Foi o nono filho de Walter Scott, um solicitador e membro da Sociedade de Escribas de Sua Majestade, e de Anne Rutherford. O seu pai era descendente direto do Clã Scott e a sua mãe era descendente da família Haliburton, cuja descendência deu a Scott direitos hereditários de sepultura na Abadia de Dryburgh. Através da família Haliburton, Walter era primo do promotor imobiliário James Burton e do seu filho, o arquiteto Decimus Burton. Scott viria a fazer parte do Clarence Club, também frequentado pelos Burton.
Cinco dos irmãos de Walter morreram na infância e um sexto morreu com cinco meses de idade. Walter nasceu no terceiro andar de um apartamento em College Wynd, na Old Town de Edimburgo. Durante a infância, em 1773, teve poliomielite, uma doença que influenciou bastante a sua vida e a sua obra, visto que o deixou coxo. Para se tratar, Walter foi enviado para a quinta dos avós paternos em Sandyknowe, nas Fronteiras Escocesas. Lá, aprendeu a ler com a sua tia Jenny e também foi com ela que aprendeu muitos dos contos e lendas que caracterizam a sua obra. Em janeiro de 1775, regressou a Edimburgo e nesse verão foi fazer um tratamento nas termas de Bath, na Inglaterra, com a tia Jenny. Em 1776, regressou a Sandyknowe para tentar mais um tratamento nas termas de Prestopans.
Em 1778, Scott regressou a Edimburgo para se preparar para a escola com um tutor privado e juntou-se à sua família na sua casa recém-construída em George Square. Em outubro de 1779, começou a estudar na Royal High School em Edimburgo. Agora podia caminhar livremente e explorar a cidade e o campo circundante. As suas leituras incluíam romances de cavaleiros, poemas, História e livros de viagens. Walter estudou aritmética e escrita com o tutor privado James Mitchell e aprendeu com ele a História da Igreja da Escócia. Após terminar os estudos, Walter foi viver com a sua tia Jenny em Kelso durante seis meses e frequentou a escola pública da localidade. Aí, conheceu James e John Ballantyne, que mais tarde se tornaram seus sócios e publicaram os seus livros.

### Encontro com Blacklock e Burns
Scott começou a tirar o curso de Estudos Clássicos na Universidade de Edimburgo em novembro de 1783 com 12 anos de idade, sendo cerca de um ano mais novo do que os restantes colegas. Em março de 1786, começou a trabalhar como aprendiz no escritório de solicitadores do pai. Enquanto estudava na universidade, Scott tornou-se amigo de Adam Ferguson, filho do professor Adam Ferguson, que organizava encontros literários. Scott conheceu o poeta cego Thomas Blacklock, que lhe emprestou livros e lhe apresentou o ciclo de poemas ossianicos de James Macpherson. Durante o inverno de 1786-87, Scott, na altura com 15 anos, viu Robert Burns num dos encontros literários, naquele que seria o seu único encontro. Quando Burns reparou numa ilustração do poema "The Justice of the Peace" e perguntou quem tinha escrito o poema, apenas Scott sabia que tinha sido John Langhorne e recebeu o agradecimento de Burns. Quando se decidiu que Walter Scott deveria ser advogado, este regressou à universidade para estudar Direito.
Depois de terminar os seus estudos de Direito, Scott tornou-se advogado em Edimburgo. Este fez a sua primeira visita às Terras Altas escocesas quando estava a supervisionar uma ação de despejo. Foi admitido na Ordem dos Advogados em 1792 e teve um caso amoroso com Williamina Belsches de Fettercairn, que acabou por se casar com o amigo de Scott, Sir William Forbes.

### Início da carreira literária, casamento e família

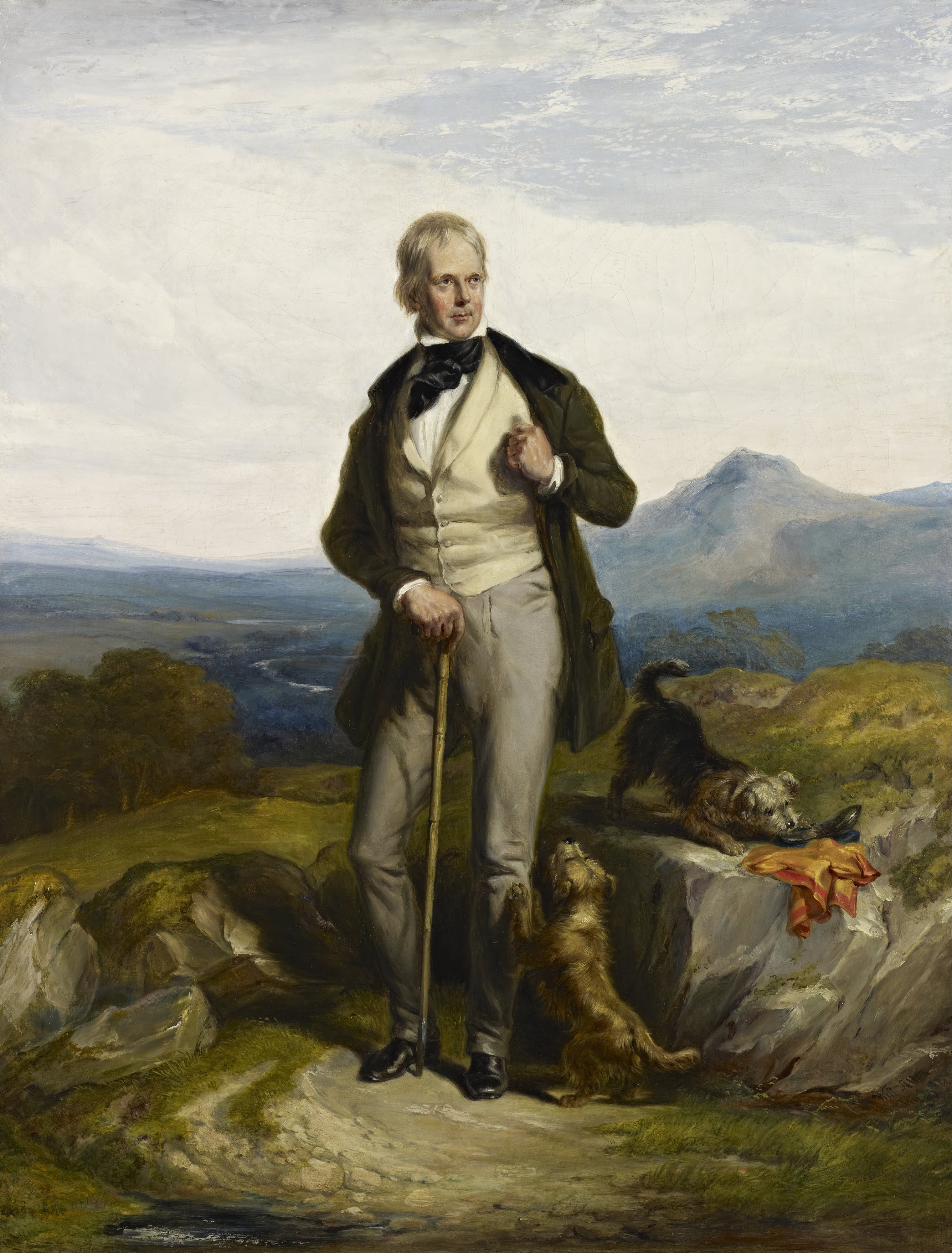
Retrato de Sir Walter Scott por Sir William Allan.

Na infância, Scott tinha um fascínio pelas tradições orais das Fronteiras Escocesas. Era um colecionador obsessivo de histórias e desenvolveu um método inovador para registar o que tinha ouvido através de gravuras feitas com paus de modo a evitar a censura daqueles que acreditavam que estas histórias não deviam ser escritas, nem publicadas. Com 25 anos, Scott começou a escrever profissionalmente, ao fazer traduções de obras alemãs. O seu primeiro trabalho publicado foram as rimas de Gottfried August Bürger em 1796. De seguida, publicou um conjunto em três volumes de rimas que colecionou na sua terra natal adotada: The Minstrelsy of the Scottish Border. Este foi o primeiro sinal do seu interesse literário pela História da Escócia.
Em 1820, Scott foi descrito como alto e bem constituído (com a exceção de um tornozelo e pé que o faziam coxear), não era gordo nem magro, tinha uma testa muito alta, o nariz pequeno, o lábio superior grande, um rosto longo e cheio, uma cor fresca e clara, olhos muito azuis, perspicazes e penetrantes, com cabelo agora cinzento e branco. Apesar de caminhar com confiança, Scott conseguia mais liberdade de movimento a cavalo. Visto que não podia considerar uma carreira militar, Scott alistou-se como voluntário no 1st Lothian and Border yeomanry (um grupo de homens que possuía e defendia terrenos).
Numa viagem ao Lake District com amigos da universidade, Scott conheceu Charlotte Genevieve Charpentier, filha de Jean Charpentier de Lyon, França e administrador de Lord Downshire em Cumberland. Após três semanas de namoro, Scott pediu Charlotte em casamento. Os dois casaram na véspera de Natal de 1797 na igreja de St Mary's em Carlisle. Depois de alugarem uma casa em George Street, o casal mudou-se para South Castle Street em Edimburgo. Eles tiveram cinco filhos, dos quais apenas quatro eram vivos quando Scott morreu. Em 1799, Scott foi nomeado vice-xerife da região de Selkirk. Nos primeiros anos de casamento, Scott tinha um bom nível de vida graças aos rendimentos que conseguia como advogado, ao salário de vice-xerife, aos rendimentos da esposa, a alguns lucros da sua escrita e à parte de rendimentos a que tinha direito da propriedade do seu pai.
Após o nascimento do terceiro filho do casal em 1801, a família mudou-se para uma casa espaçosa de três andares construída para Scott no número 39 da North Castle Street. Esta tornou-se na casa principal de Scott em Edimburgo até 1826, quando este deixou de conseguir pagar duas casas. Desde 1798, Scott passara os verões numa casa de campo em Lasswade, onde recebia vários convidados do mundo da literatura e foi lá que a sua carreira como escritor começou. O seu cargo de vice-xerife obrigava-o a viver na zona durante um certo período de tempo. Em 1804, ele deixou de utilizar a casa de campo de Lasswade e alugou uma casa maior em Ashestiel, a 9,7 km de Selkirk. Ela ficava na margem sul do Rio Tweed e o edifício estava incorporado numa velha torre.

### Poesia
Em 1796, o amigo de Scott, James Ballantyne, fundou uma editora em Kelso, nas Fronteiras Escocesas. Através de Ballantyne, Scott publicou as suas primeiras obras, incluindo "Glenfinals" e "The Eve of St. John" e a sua poesia começou a atrair a atenção do público. Em 1805, The Lay of the Last Minstrel cativou a imaginação do público e estabeleceu a sua carreira.
Scott publicou muitos outros poemas na década seguinte, incluindo o popular The Lady of the Lake, publicado em 1810 e cuja ação decorre em Tossachs. O compositor austríaco Franz Schubert criou música com base na tradução alemã de algumas das obras de Scott. Uma dessas músicas, "Ellens dritter Gesang" costuma ser apelidada a "Ave Maria" de Schubert. A obra de Scott inspirou também Ludwig van Beethoven cujo "Opus 108" utiliza poemas de Walter Scott.
Em 1809, Scott convenceu James Ballantyne e o seu irmão a mudarem-se para Edimburgo de modo a instalar aí a sua editora. Scott tornou-se sócio da empresa. Conservador a nível político, Scott ajudou a fundar o Quaterly Review, um jornal de ideologia conservadora para o qual fez várias contribuições anónimas. Scott também escreveu para o Edinburgh Review que defendia princípios conservadores.
Scott foi ordenado ancião da Igreja Presbiteriana de Duddungton e foi membro da Assembleia Geral da mesma como representante do bairro de Selkirk.
Quando o contrato de arrendamento de Ashestiel chegou ao fim em 1811, Scott comprou a Cartley Hole Farm, na margem sul do Rio Tweed, perto de Melrose. A quinta tinha a alcunha de "Clarty Hole" e Scott construiu uma casa de campo familiar à qual chamou "Abbotsford". Scott continuou a expandir a propriedade e fez uma série de aumentos à Abbosford House.
Em 1813, Scott foi convidado para o cargo de Poeta Laureado do Reino Unido, porém este recusou uma vez que "essa nomeação seria um cálice envenenado". O cargo tinha caído em descrédito devido à diminuição da qualidade do trabalho dos poetas que a tinham ocupado anteriormente. Scott pediu conselhos ao duque de Buccleuch, que o aconselhou a manter a sua independência literária e o amigo de Scott, Robert Southey, ficou com o cargo.

### Romances

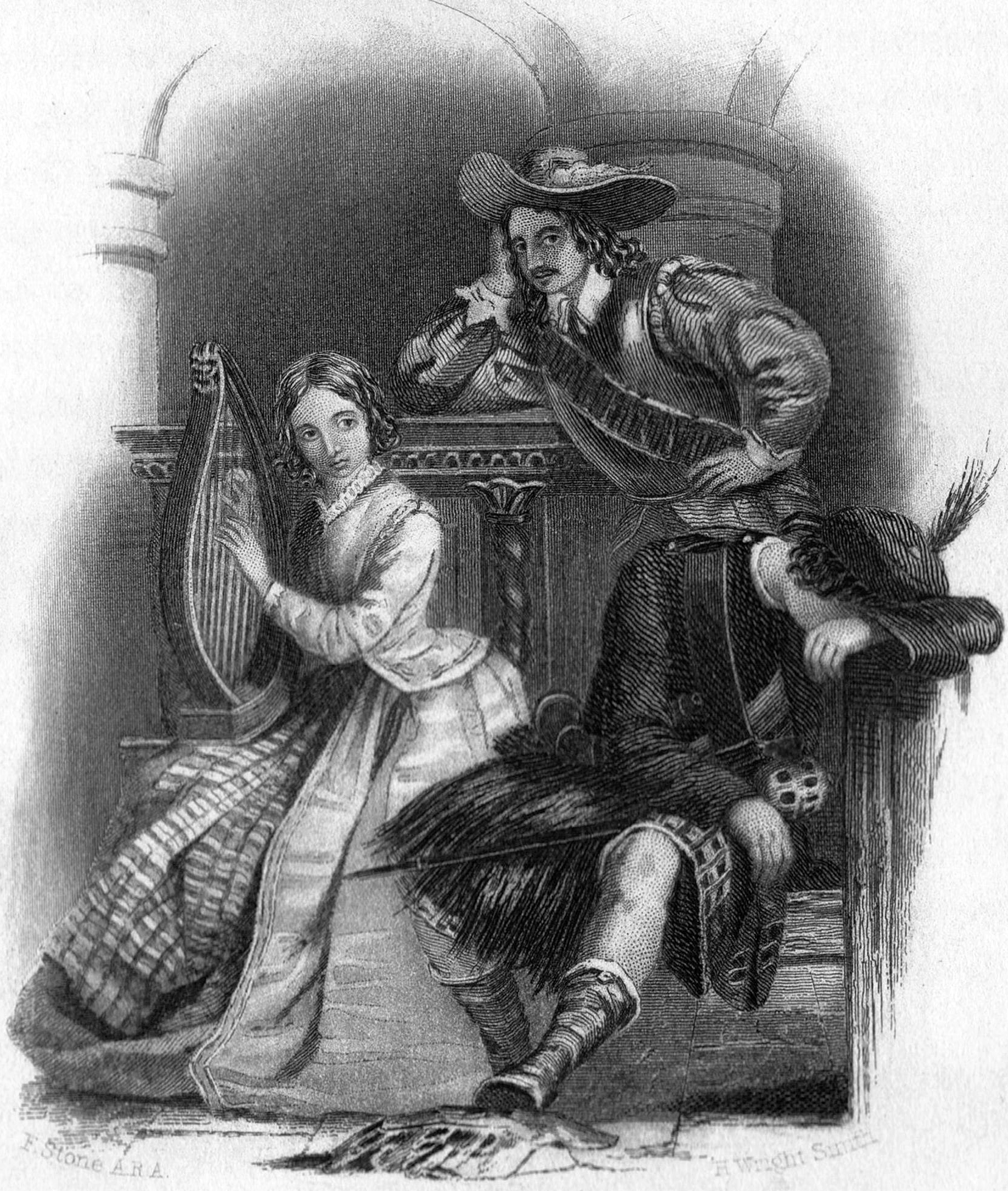
Ilustração da edição de 1872 de A Legend of Montrose.

Apesar de Scott já ser conhecido a nível mundial devido à sua poesia, não demorou muito a experimentar documentar as suas investigações sobre as tradições orais das Fronteiras Escocesas em prosa, através de contos e romances. Na altura, este género era ainda considerado inferior à poesia. Numa ação inovadora e astuta, Scott escreveu e publicou o seu primeiro romance, Waverley, de forma anónima em 1814. A ação do romance decorre durante a levante jacobita de 1745. O seu protagonista inglês, Edward Waverley, um leitor ávido de romances ao estilo de Dom Quixote, foi criado pelo seu tio liberal que simpatiza com a causa jacobita. O jovem Waverley ingressa no exército liberal e é enviado para Dundee. Durante uma pausa do exército, Edward conhece o amigo do seu tio, o Barão Brandwardine, um jacobita, e apaixona-se pela sua filha, Rose. Numa visita às Terras Altas escocesas, Edward fica mais tempo do que o planeado e é preso e acusado de deserção, mas é resgatado pelo capitão das Terras Altas, Fergus Maclvor e pela sua atraente irmã, Flora, cuja devoção à causa dos Stuart "excedia a do seu irmão no fanatismo, mas também na pureza". Através de Flora, Waverly conhece o Bonnie Prince Charlie e sob a sua influência a sua fidelidade muda para o lado jacobita, participando mais tarde na Batalha de Prestonpans. Waverly consegue escapar a uma punição por salvar a vida de um coronel liberal durante a batalha. Waverley (cujo apelido reflete a sua lealdade dividida) acaba por decidir viver uma vida pacífica e de obediência à Casa de Hanôver em vez de viver como um rebelde proscrito. Este escolhe casar-se com a bela Rose Bradwardine, em vez de se juntar à sublime Flora Maclvor que, após o falhanço da levante jacobita de 1745 se retira para um convento francês.
Nos cinco anos seguintes, Scott publicou vários romances de grande sucesso, todos eles com a História escocesa como cenário. Ciente da sua reputação como poeta, Scott manteve o anonimato e publicou os romances apenas com o nome "Do Autor de Waverley" ou "Os Contos de...". Para aqueles que seguiam a sua obra na poesia, a sua identidade tornou-se num segredo conhecido, mas Scott insistiu em manter a fachada, talvez porque o seu pai com ideias antigas não aprovaria o seu trabalho numa área tão trivial como os romances. Durante este tempo, Scott ganhou a alcunha de "O Feiticeiro do Norte". Em 1815, Scott recebeu a honra de jantar com Jorge, o príncipe regente que queria conhecer o "Autor de Waverley".
A série de romances de 1819, Tales of my Landlord, é considerada um subconjunto dos romances Waverley e tinha como intenção ilustrar os aspetos da vida regional da Escócia. Entre os seus romances mais conhecidos encontram-se The Bride of Lammermoor, uma versão fictícia de um incidente real da história da família Dalryple que aconteceu em Lammermuir Hills em 1669. No romance, Lucie Ashton e Edgar Ravenswood, um homem nascido na nobreza, mas pobre, ficam noivos. Porém, os Ravenswood e os afluentes Ashton, que são agora proprietários das terras dos Ravenswood, são inimigos e a mãe de Lucie força a filha a acabar com o noivado com Edgar Ravenswood e a casar-se com o rico Sir Arthur Bucklaw. Lucie entra em depressão e, na sua noite de núpcias, esfaqueia o noivo, fica louca e morre. Em 1821, o pintor romântico Eugène Delacroix criou um quadro onde se representava a ele próprio como o melancólico e deserdado Edgar Ravenswood. A cena longa e climática da loucura de Lucia na ópera Lucia di Lammermoor de Donizetti, é baseada no que o romance descreve apenas em frases amenas.

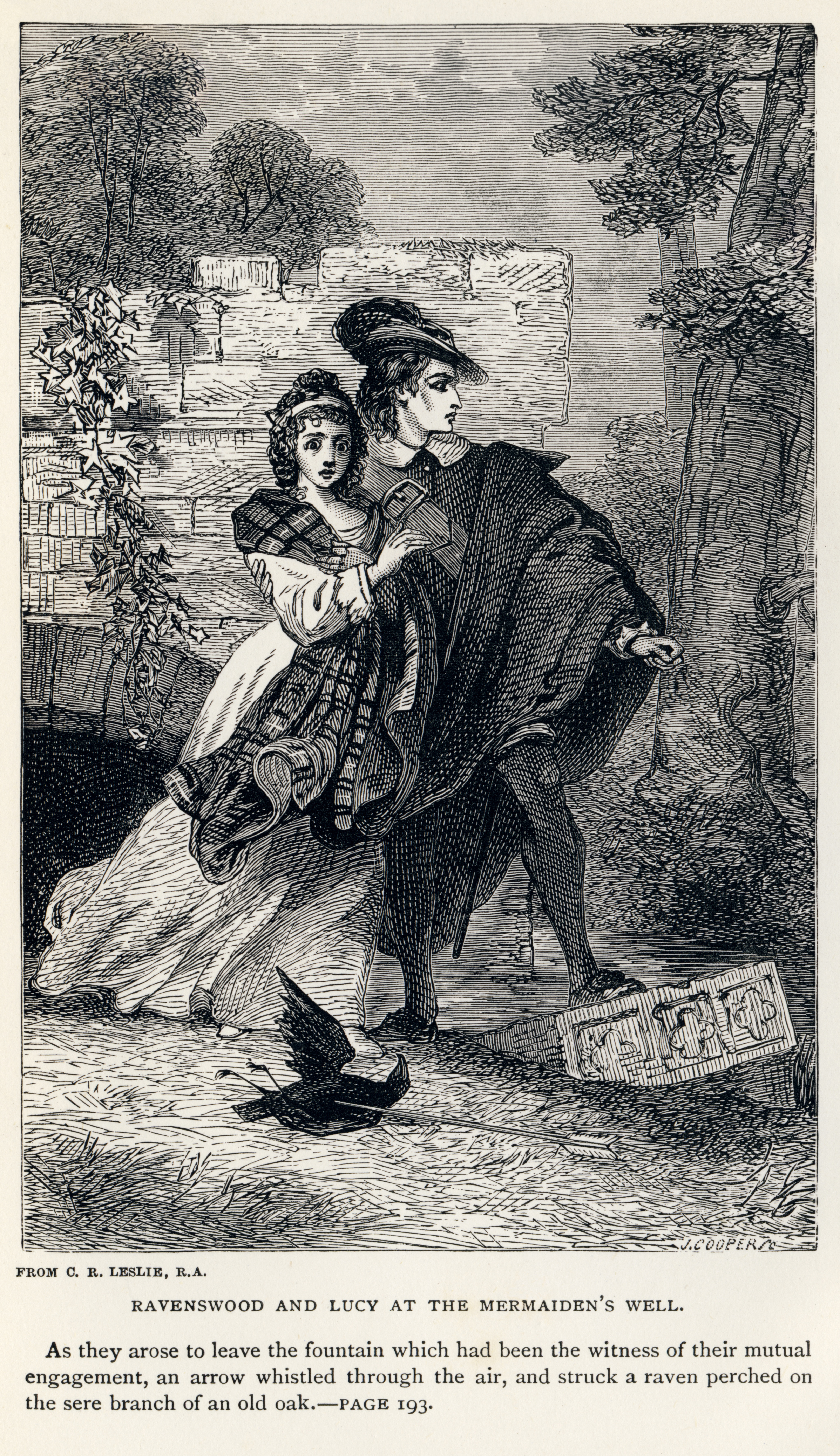
"Ravenswood and Lucy at the Mermaiden's Well", de Charles Robert Leslie, baseado no romance Bride of Lammermoor.

Tales of my Landlord inclui o muito apreciado romance Old Mortality, cuja ação decorre entre 1678 e 1689 com a feroz campanha contra os Covenanters como cenário. Os Convenanters eram presbiterianos que apoiavam a restauração do trono de Carlos II, acreditando nas promessas de aceitação da igreja presbiteriana, porém este voltou a introduzir o governo da igreja episcopal que atribuía penas draconianas aos crentes presbiterianos. Tal levou à destituição de cerca de 270 pastores que se tinham recusado a fazer um juramento de lealdade e submeter-se aos bispos, e que continuaram a conduzir os seus serviços religiosos aos crentes em cavernas e noutros locais remotos. A perseguição implacável dos covenanters e as tentativas de os separar com recurso a força militar levou a uma revolta. A história é contada da perspetiva de Henry Morton, um presbiteriano moderado que é arrastado involuntariamente para o conflito e escapa por pouco à execução. Enquanto escrevia Old Mortality, Scott recorreu ao conhecimento que tinha adquirido nas pesquisas que fez de baladas sobre o assunto para o livro The Minstrely of the Scottish Border. A experiência de Scott como advogado também enriqueceu a sua perspetiva, uma vez que na altura em que decorre o romance, antes do Ato da União de 1707, a lei inglesa não se aplicava na Escócia e, após a aplicação do Ato, a Escócia continuou a ter a sua própria legislação com um sistema legal híbrido. Um crítico recente, que é advogado e investigador literário, argumenta que Old Mortality reflete, não apenas a disputa entre a monarquia absolutista dos Stuart e a jurisdição dos tribunais, como também invoca um momento fundamental da soberania britânica, nomeadamente o Habeas Corpus Act, aprovado pelo Parlamento inglês em 1679.
Ivanhoe (1819), cuja ação decorre na Inglaterra do século XII, foi o primeiro romance de Scott que não recorreu à História da Escócia. Baseado em parte no livro History of England de David Hume e no ciclo de baladas de Robin Hood, Ivanhoe foi traduzido para várias línguas e inspirou inúmeras imitações e adaptações teatrais. Ivanhoe retrata a tirania cruel dos suseranos normandos sobre a população saxã empobrecida da Inglaterra, com duas das personagens principais, Rowena e Locksley (Robin Hood) a representar a nobreza saxã desprovida.
Apesar de à superfície, Ivanhoe ser um romance escapista escrito para entreter, os leitores contemporâneos mais atentos poderão reconhecer o seu significado subjacente. O romance foi publicado pouco depois de o Parlamento inglês, receoso de uma revolução ao estilo da Revolução Francesa, ter aprovado os Atos de Suspensão do Habeas Corpus em 1817 e 1818 e outras medidas repressoras, e quando os direitos tradicionais ingleses estavam em confronto com as ideias revolucionárias de direitos humanos.
Ivanhoe também é notável pelo seu retrato complacente das suas personagens judias: Rebecca, considerada por muitos críticos a verdadeira heroína do romance, não acaba casada com Ivanhoe que ama, mas Scott permite que ela permaneça fiel à sua própria religião, em vez de se converter ao cristianismo. Da mesma forma, o seu pai, Isaac of York, um agiota judeu é retratado como uma vítima e não como vilão. Em Ivanhoe, os fanáticos religiosos e seculares são os vilões, enquanto o herói é um homem comum que deve avaliar as provas e decidir onde e quando se manifestar. O retrato positivo do judaísmo por parte de Scott, que reflete a sua humanidade e preocupação pela tolerância religiosa, também coincidiu com um movimento contemporâneo a favor da emancipação judaica no Reino Unido.

### Recuperação das Joias da Coroa e baronete

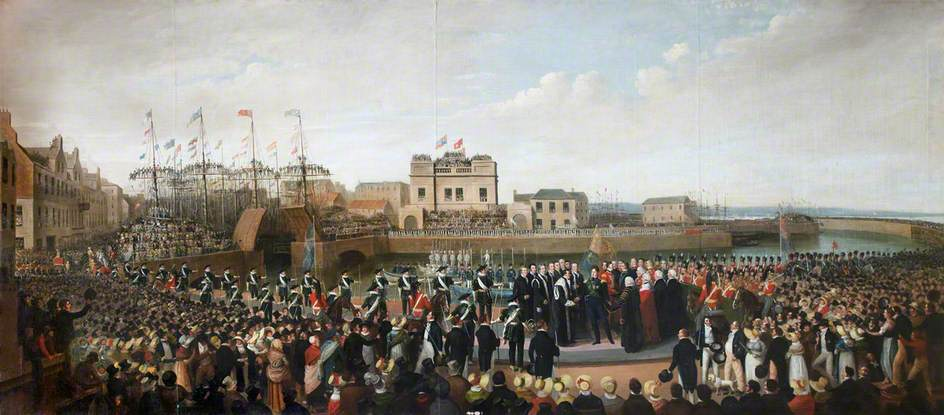
Chegada de Jorge IV à Escócia em 1822.

A fama de Scott aumentou à medida que as suas pesquisas e interpretações da História e sociedade escocesas captavam a imaginação popular. Impressionado com o seu trabalho, o príncipe regente (o futuro rei Jorge IV) deu permissão a Scott para conduzir uma busca pelas Joias da Coroa ("Honras da Escócia"). Durante os anos de protetorado de Cromwell, as Joias tinham sido escondidas, mas foram usadas mais tarde na coroação de Carlos II. Estas não foram usadas por outros monarcas, mas eram levadas com frequência para o Parlamento para representarem o monarca ausente até ao Tratado da União em 1707. Depois disso, as honras foram guardadas no Castelo de Edimburgo, mas a grande caixa trancada onde se encontravam não era aberta há mais de 100 anos e havia rumores de que as joias se tinham perdido. Em 1818, Scott e uma pequena equipa de militares abriram a caixa e "exumaram" as honras da Sala da Coroa nas profundezas do Castelo de Edimburgo. Agradecido, o príncipe regente atribuiu o título de baronete a Walter Scott e, em março de 1820, este dirigiu-se a Londres para receber o seu título, tornando-se Sir Walter Scott, 1º baronete.
Após a ascensão de Jorge IV ao trono, a Câmara Municipal de Edimburgo convidou Scott, a pedido do rei, para ser o responsável pela organização da visita do rei à Escócia em 1822. Com apenas três semanas para preparar o evento, Scott criou um desfile espetacular e abrangente, concebido não apenas para impressionar o rei, mas também, de alguma forma, curar os desentendimentos que tinham desestabilizado a sociedade escocesa. Scott aproveitou o evento para afastar um mundo antigo que colocava a sua terra natal constantemente em conflito. O autor, em conjunto com a sua "equipa de produção" criaram o que, em termos modernos, poderia ser considerado um evento de relações públicas no qual o rei usou vestes com padrão tartã e foi cumprimentado pelo seu povo, sendo que a multidão usava vestes cerimoniais semelhantes às suas. Esta forma de vestuário que fora proibida em 1745 após a rebelião contra os ingleses, tornou-se num dos símbolos mais poderosos e ubíquos da identidade escocesa.
No seu romance, Kenilworth, Isabel I é recebida no castelo com o mesmo nome com um desfile elaborado, cujos detalhes Scott estava mais do que qualificado para descrever.
Muito do trabalho de Scott demonstra uma abordagem quase de fluxo de consciência na sua escrita. Scott não incluía muita pontuação nos seus esboços e deixava esses detalhes para os editores. Em 1827, Scott admitiu que era o autor dos romances Waverley.

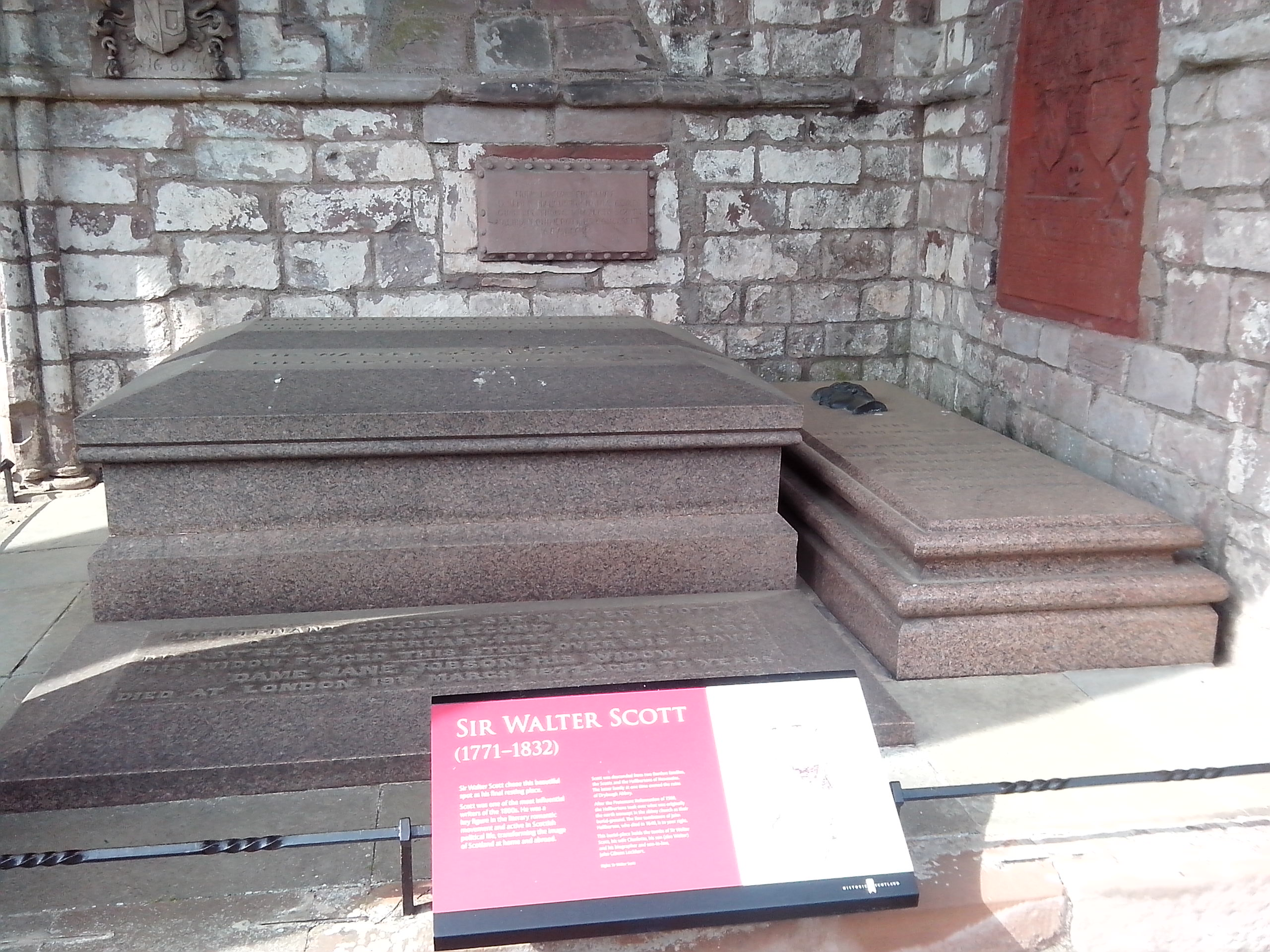
Campa de Sir Walter Scott na Dryburgh Abbey.

### Problemas financeiros e morte
Em 1825, uma crise na banca do Reino Unido levou à falência da editora Ballantyne, na qual Scott era o único sócio que investia financeiramente. As dívidas de 130 mil libras da empresa (o equivalente a 9 800 000 libras em 2016) levaram-no à ruína. Em vez de declarar falência, ou de aceitar qualquer tipo de apoio financeiro dos seus muitos apoiantes e admiradores (que incluíam o próprio rei), Scott colocou a sua casa e rendimentos num fundo que pertencia aos seus credores e estava determinado a pagar as dívidas com o seu trabalho. O autor continuou a produzir obras de ficção com o mesmo ritmo impressionante e ainda escreveu uma biografia de Napoleão Bonaparte. A partir de 1831, a sua saúde começou a piorar, mas ele fez uma viagem pela Europa e foi recebido e celebrado nos locais que visitou. Scott regressou à Escócia e, em setembro de 1832, sucumbiu à epidemia de tifo que assolou o país nesse ano. O autor faleceu em Abbotsford, a casa que desenhou e ajudou a construir perto de Melrose, nas Fronteiras Escocesas. A sua esposa, Lady Scott, tinha falecido em 1826. Na altura da sua morte, Scott ainda tinha dívidas, mas os seus romances continuaram a vender e estas foram saldadas pouco depois da sua morte.

## Vida pessoal
O filho mais velho de Scott, Lt Walter Scott, herdou a propriedade e bens do seu pai. Casou-se com Jane Jobson, a única filha de William Jobson de Lochore (falecido em 1822) e da sua esposa, Rachel Stuart (falecida em 1863) em 3 de fevereiro de 1825.

## Legado
Apesar de continuar a ser bastante popular, tanto na Escócia como internacionalmente, a qualidade da sua obra foi sendo cada vez mais questionada ao longo do século XIX, à medida que os escritores mais sérios se afastaram do romance para o realismo e Scott começou a ser considerado um autor mais indicado para crianças, uma tendência que aumentou no século XX.

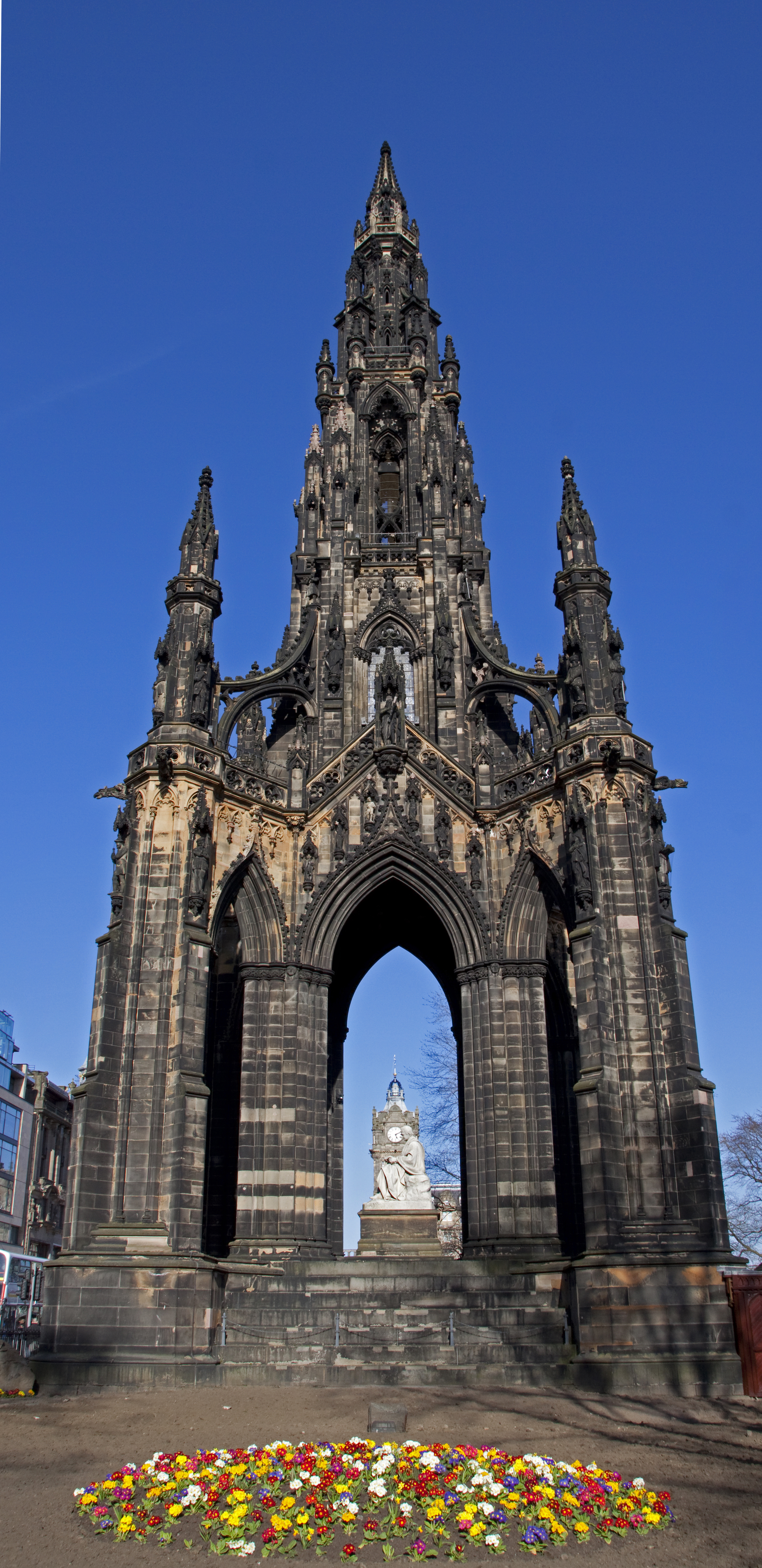
Monumento de Scott em Edimburgo.

No entanto, a importância de Scott como um inovador continuou a ser reconhecida. Ele foi aclamado como o inventor do género do romance histórico moderno e como a inspiração de um grande número de imitadores e do género no Reino Unido e na Europa. Os romances Waverley foram bastante importantes para o movimento de reabilitação da perceção pública das Terras Altas escocesas, um local considerado bárbaro durante muito tempo. Scott foi presidente da Sociedade Real de Edimburgo e membro da Sociedade Real Celta e fez grandes contributos para a reinvenção da cultura escocesa.
O legado de Sir Walter Scott é bem visível na cidade onde nasceu. A principal estação de comboios de Edimburgo, inaugurada em 1854, recebeu o nome de Waverley, em honra da sua conhecida série de romances. Além disso, foi inaugurado, em 1844, o Monumento de Scott. O coruchéu com 61,1 metros de altura domina o lado sul de Princes Street e é o maior monumento dedicado a um escritor do mundo.
A obra de Scott influenciou não apenas os escritores de romance histórico que vieram depois dele, mas também historiadores, tanto de sua época, como Jules Michelet e Thomas Macaulay, como posteriores, por exemplo o medievalista Jacques Le Goff (que afirmou ter começado a se interessar pela Idade Média após sua primeira leitura de "Ivanhoé"). Os romances de Walter Scott se mostraram como fórmulas narrativas para explorar a ideia de mitos de criação das nações modernas, aspecto chave para o nacionalismo que emerge por todo o mundo ao longo do século XIX.
Outro legado importante de Scott foi o da consolidação da língua ânglica escocesa (conhecida simplesmente como Scots) como uma língua nacional. Antes de Scott, a língua era geralmente usada como forma de sátira, construindo uma imagem de que os personagens que a falavam eram incivilizados. A partir de suas obras, Walter Scott coloca a língua como uma parte da cultura e da tradição escocesa, capaz de expressar sentimentos e valores tanto quanto (ou mesmo mais) do que a língua inglesa tradicional.

## Obras selecionadas
- The Minstrelsy of the Scottish Border (1802-1803)
- The Lay of the Last Minstrel (1805)
- Marmion (1808)
- The Lady of the Lake (1810)
- Waverley (1814)
- The Antiquary (1816)
- The Heart of Midlothian (1818)
- Rob Roy (1818)
- Ivanhoe (1819)
- The Abbot (1820)
- The Fortunes of Nigel (1822)
- Peveril of the Peak (1822)
- The Pirate (1822)
- Quentin Durward (1823)
- Redgauntlet (1824)
- St. Ronan's Well (1824)
- Woodstock (1826)
- The Life of Napoleon Buonaparte (1827)
- Anne of Geierstein (1829)
- History of Scotland, 2 vols. (1829-1830)
- The Bishop of Tyre